# كلوي (كاستوريا)
كلوي (Χλόη) هي مدينة في كاستوريا في مقاطعة فوريا إلادا في اليونان.